# Museu de Ciências Naturais Sylvio Ourique Fragoso
O Museu de Ciências Naturais Sylvio Ourique Fragoso, conhecido também como Museu de Ciências Naturais de Guarulhos, é um museu brasileiro oficializado em 1990, localizado atualmente dentro do Zoológico Municipal de Guarulhos. O museu foi transferido em 2005 de suas instalações na Vila Galvão para o zoológico em França das Rosas para ocupar uma área maior, ao lado do Centro de Educação Ambiental. Seu acervo contém 450 itens entre peças vegetais, animais e minerais.

## Acervo
O acervo do Museu de Ciências Naturais de Guarulhos contém 450 itens entre peças vegetais, animais e minerais. Há peças em estados fósseis ou taxidermizados. Destaca-se o espécime de anhuma taxidermizado no museu, espécie típica do município de Guarulhos que existia em abundâncias às margens do rio Tietê.
As peças expostas contém classificação científica e nomenclatura popular com textos curtos explicativos, a fim de cumprir seu papel didático.